# كو إيسه
كو إيسه (باليابانية: 伊勢 航) (مواليد 17 يوليو 2002) هو لاعب كرة قدم ياباني.

## وصلات خارجية
- كو إيسه على موقع رابطة كرة القدم اليابانية للمحترفين (اليابانية)
- كو إيسه على موقع Soccerway.com (الإنجليزية)